# Fabian von Wrangel
Fabian Graf von Wrangel (* 1651; † 2. September 1737) war ein kaiserlich-habsburgischer Feldmarschall.
Fabian von Wrangel stammt aus dem deutsch-baltischen Zweig der Familie Wrangel. Er war im schwedischen Militärdienst, wo er sich 1676 bei der Schlacht bei Lund auszeichnete, dann im holländischen Kriegsdienst, den er jedoch schon 1685 trotz der ihm angebotenen Generalcharge verließ, um in kaiserlichen Dienst zu treten.
In diesem avancierte er 1706 zum Generalmajor und erwarb besondere Verdienste während des Spanischen Erbfolgekriegs bei der Belagerung Brüssels durch den mit Frankreich verbündeten Herzog Max Emmanuel von Bayern, 1708.
Er kam dann für kurze Zeit zum Heer des Grafen Guido von Starhemberg nach Spanien, wo ihn König Karl III. am 6. Januar 1709 in den Grafenstand erhob.
Im Jahr 1712 zum Feldmarschallleutnant, im August 1718 zum Feldzeugmeister und am 27. März 1728 zum Feldmarschall ernannt, lag seine Hauptaufgabe seit 1717 in der Leitung der militärischen Verwaltung Brüssels. Er beschäftigte sich intensiv mit Festungsbau und Artillerie. Begraben wurde er in der Kirche der Kapuziner in Brüssel.